# Kannikadass William Antony
Kannikadass William Antony (ur. 27 lutego 1965 w Polibeta) – indyjski duchowny rzymskokatolicki, w latach 2017–2024 biskup Mysore.

## Życiorys
Święcenia kapłańskie przyjął 18 maja 1993 i został inkardynowany do diecezji Mysore. Pracował głównie jako duszpasterz parafialny, a w latach 2003–2009 był kanclerzem i ekonomem diecezjalnym.
25 stycznia 2017 został prekonizowany biskupem Mysore. Sakry biskupiej udzielił mu 27 lutego 2017 jego poprzednik, bp Thomas Anthony Vazhapilly.
13 stycznia 2024 papież Franciszek przyjął jego rezygnację z pełnionej funkcji.